# WSL-Institut für Schnee- und Lawinenforschung SLF

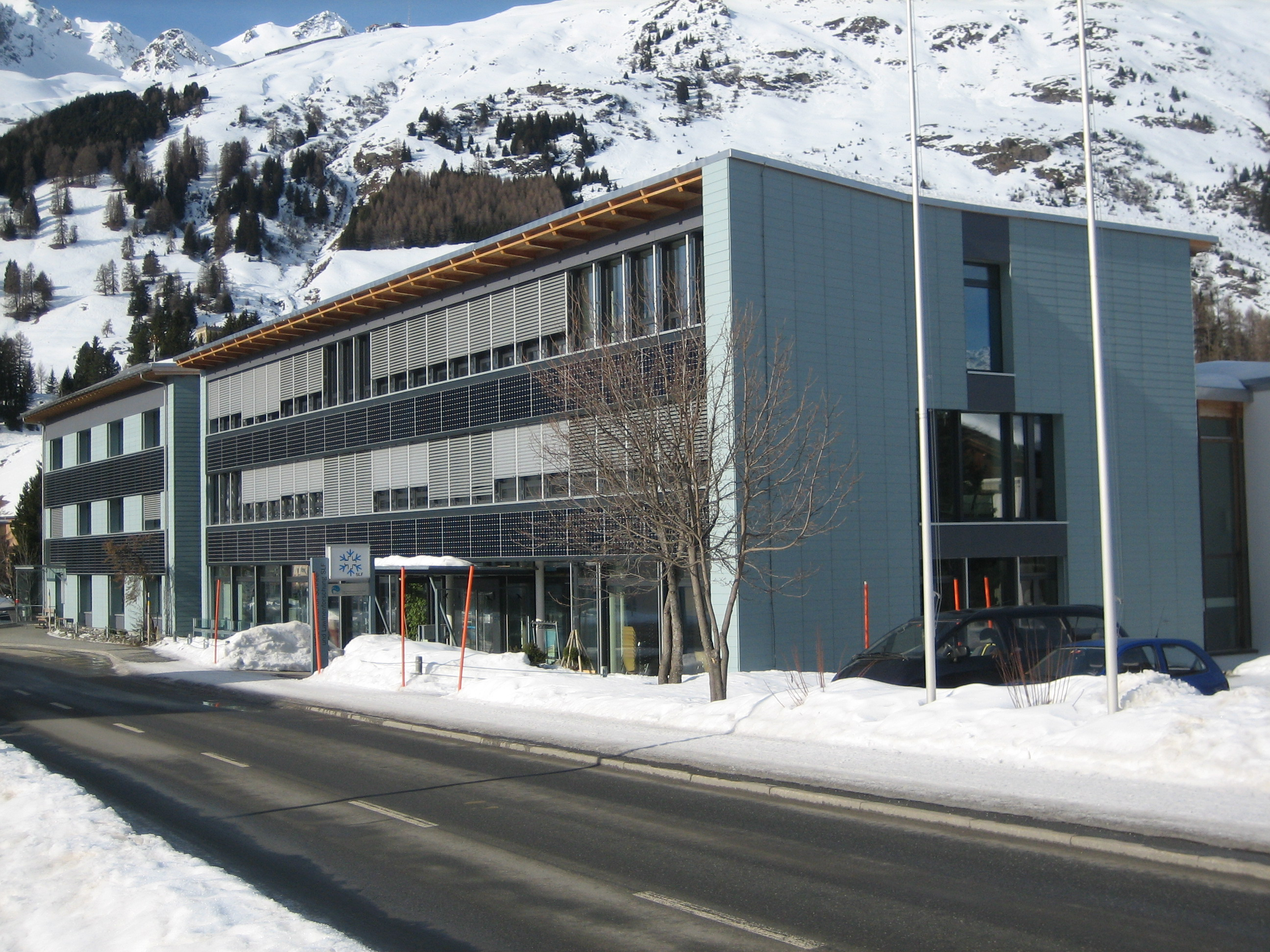
Das Institutsgebäude (Hauptsitz) an der Flüelastrasse in Davos Dorf (2011)

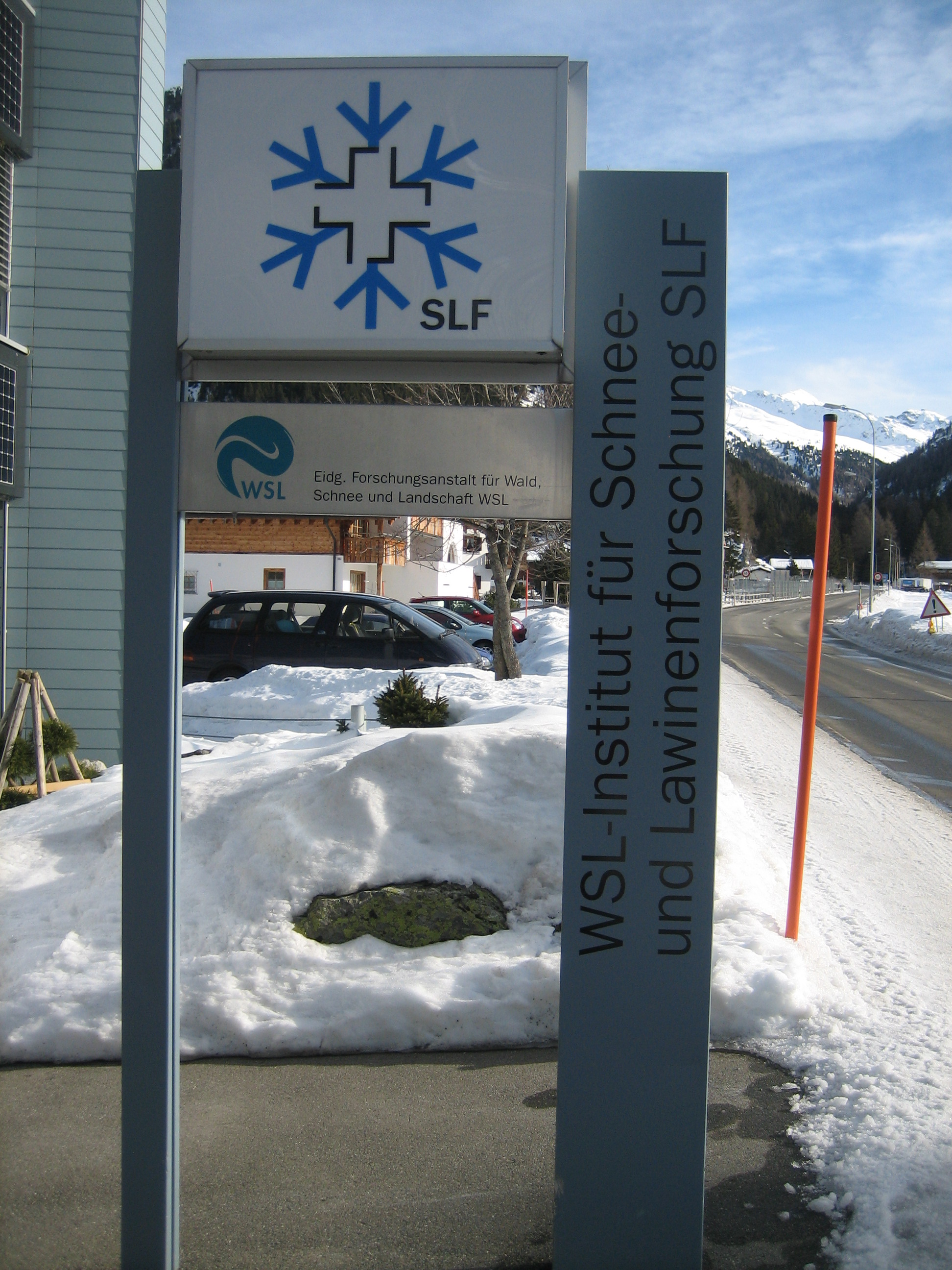
Logo, Hauptsitz, Davos Dorf (2011)

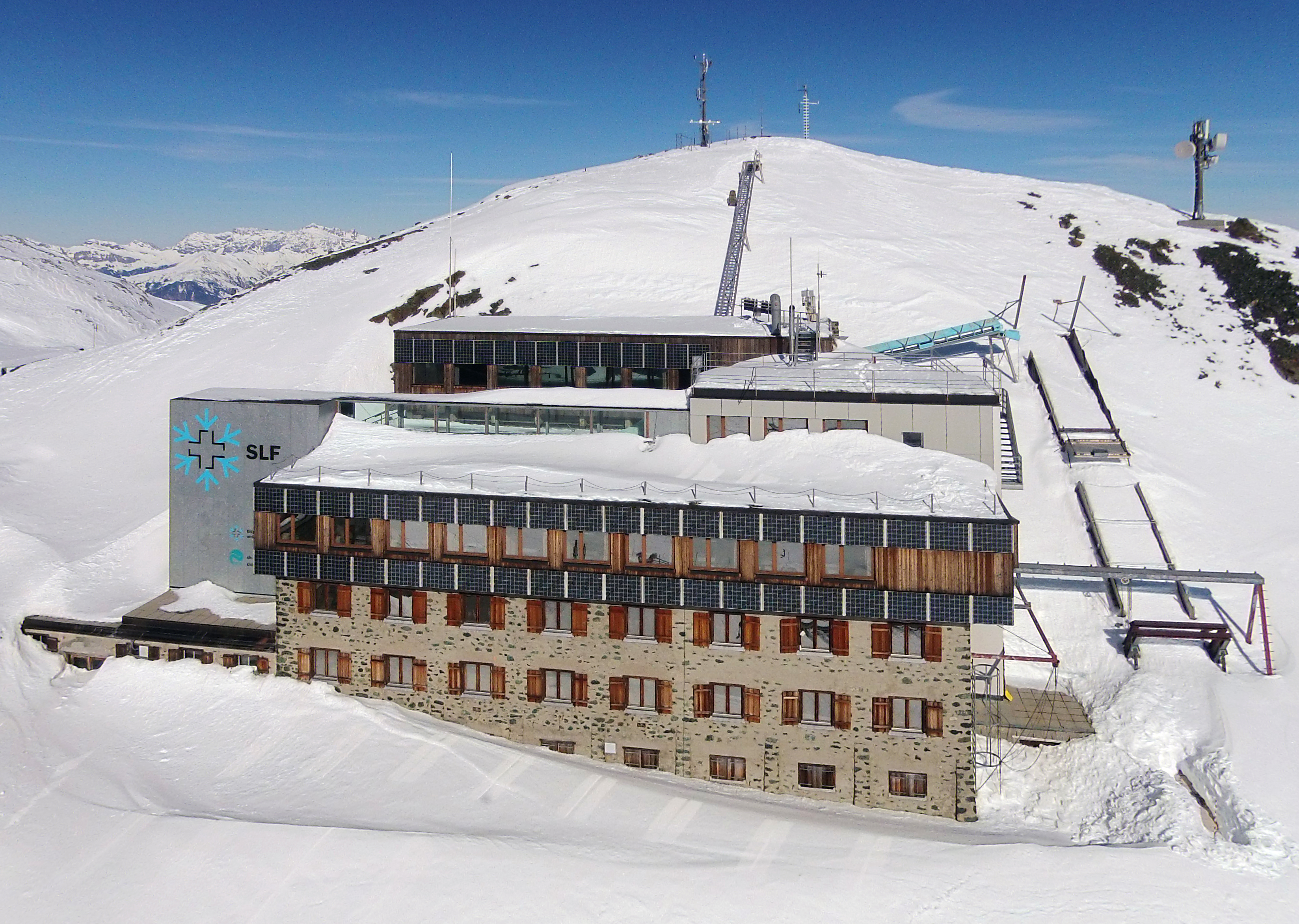
Das ehemalige Institutsgebäude auf dem Weissfluhjoch (2015)

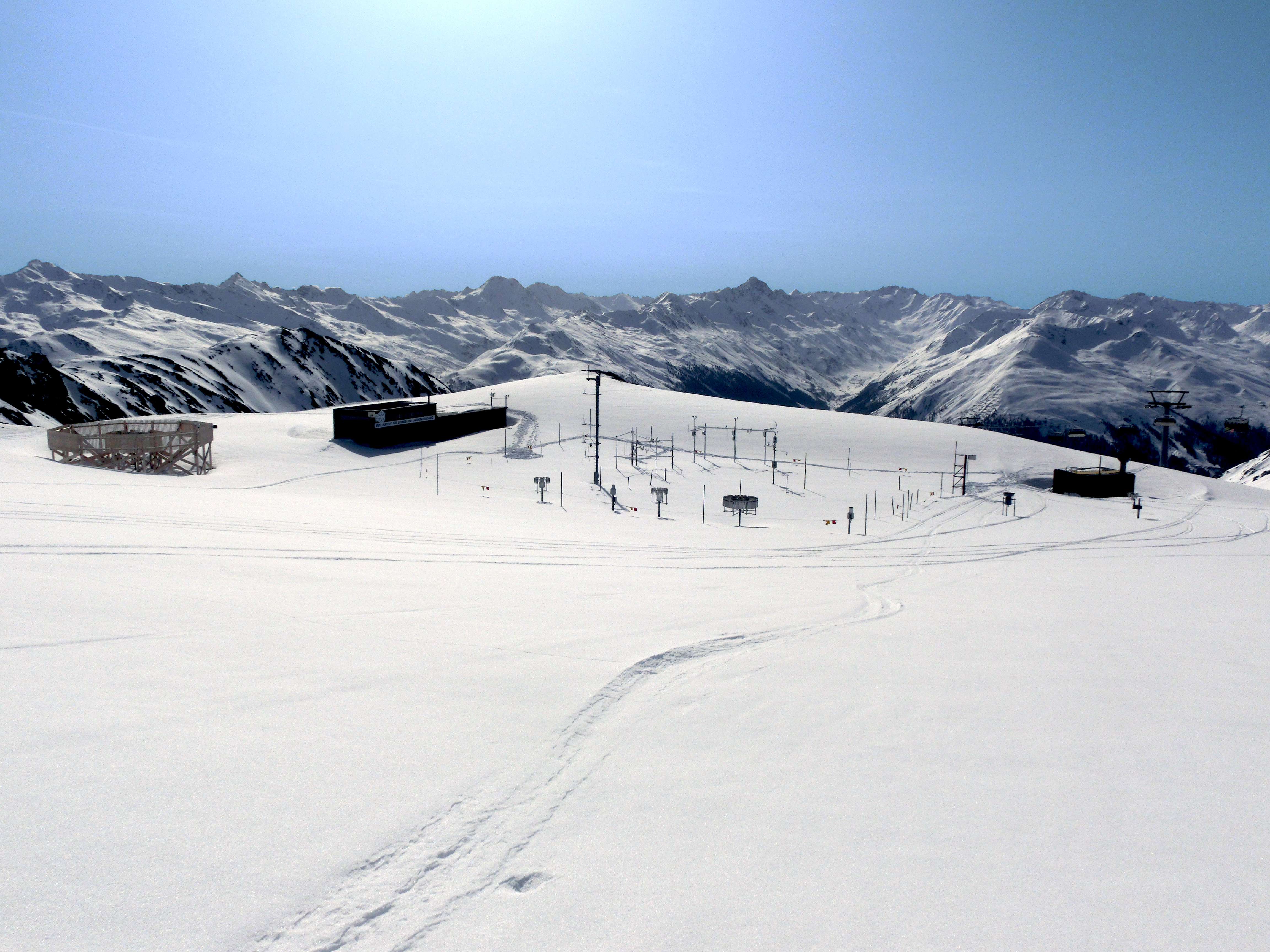
Das Versuchsfeld am Weissfluhjoch auf 2536 m Höhe (2011)

Das WSL-Institut für Schnee- und Lawinenforschung SLF (bis 2008 Eidgenössisches Institut für Schnee- und Lawinenforschung) in Davos im Kanton Graubünden ist ein interdisziplinär ausgerichtetes Forschungs- und Dienstleistungszentrum und gehört zur Eidgenössischen Forschungsanstalt für Wald, Schnee und Landschaft WSL und damit zum ETH-Bereich. Es ist im Ortsteil Davos Dorf an der Flüelastrasse untergebracht und beschäftigt 200 Mitarbeitende. Das ehemalige Institutsgebäude auf dem Weissfluhjoch steht der Forschung nach wie vor zur Verfügung.

## Geschichte
Im Jahr 1931 wurde in Bern die Eidgenössische Schnee- und Lawinenforschungskommission gegründet. Bereits 1935/36 fanden erste Schneeexperimente in Davos Platz statt. 1936 wurde auf 2693 m ü. M. auf dem Weissfluhjoch oberhalb von Davos das erste Kältelabor eingeweiht. 1942 wurde das Eidgenössische Institut für Schnee- und Lawinenforschung, Davos-Weissfluhjoch gegründet. Die Themen «Entwicklung der Schneedecke», «Schneemechanik und Lawinenbildung» und «kristalline Struktur und Umwandlung des Schnees» waren bereits damals zentrale Forschungsgebiete. 1945 übernahm das SLF die Verantwortung für die Lawinenwarnung, die damals noch in der Hand der Schweizer Armee lag.
Der Lawinenwinter 1950/51 brachte eine entscheidende Wende. In Konsequenz daraus wurde die Zusammenarbeit mit der Schweizerischen Meteorologischen Anstalt SMA, dem heutigen Bundesamt für Meteorologie und Klimatologie, und mit der Eidgenössischen Anstalt für das forstliche Versuchswesen EAFV, der heutigen Eidgenössischen Forschungsanstalt für Wald, Schnee und Landschaft WSL in Birmensdorf, ausgebaut. 1989 wurde das SLF Teil der WSL und gehört somit seitdem zum ETH-Bereich. 1996 wurde das Institutsgebäude an der Flüelastrasse in Davos Dorf zum Hauptsitz des SLF. Im Jahr 2008 wurde das SLF schliesslich in WSL-Institut für Schnee- und Lawinenforschung SLF umbenannt.

## Forschung
Schwerpunktmässig untersucht das SLF die Themengebiete Schnee, Erdatmosphäre, Naturgefahren, Permafrost und alpine Ökosysteme. Zudem bietet es eine Reihe von Dienstleistungen an wie Beratungen, Expertisen zu Lawinenunfällen und Lawinenschutz sowie die Entwicklung von Warnsystemen für alpine Naturgefahren. Die bekannteste Dienstleistung sind die Lawinenbulletins für die Schweizer Alpen, die im Winter zweimal täglich veröffentlicht werden.
Am SLF wird in vier Forschungseinheiten geforscht, wobei einige davon standortübergreifend sind. Die Forschungseinheit Lawinen und Prävention befindet sich mit den Gruppen Lawinenwarnung, Warn- und Informationssysteme, Lawinendynamik und Risikomanagement, Lawinenbildung und Schutzmassnahmen in Davos. Auch in Davos befindet sich die Forschungseinheit Schnee und Permafrost mit den Gruppen Schneephysik,  Permafrost und Schnee-Klimatologie, Schneedecke und Mikrometeorologie und Industrieprojekte und Schneesport.
An den Standorten Davos und Birmensdorf befindet sich die Forschungseinheit Gebirgshydrologie und Massenbewegungen mit den Gruppen Schneehydrologie, Hydrologische Vorhersagen, Wildbäche und Massenbewegungen.
An den Standorten Davos, Birmensdorf, Bellinzona und Lausanne befindet sich einzig die Forschungseinheit Ökologie der Lebensgemeinschaften mit den Gruppen Tier-Pflanzen Interaktionen, Gebirgsökosysteme, Wytweiden und Moore und Insubrische Ökosysteme.
Das WSL hatte 2025 Versuchs-Messkampagnen laufen, um den Wasseranteil in Sedimenten oder Absturzmaterial mit Drohnen oder Bodenradar zu ermitteln, da der Wasseranteil im Gegensatz zur rein geometrischen Vermessung von Bewegungen nicht durch Satellitenüberwachung zu bewerkstelligen war.

## Standorte
- Davos Dorf: Hauptsitz des SLF
  - Weissfluhjoch: Ehemaliges Institutsgebäude und Versuchsfeld
  - Wannengrat: Westlich von Davos, seit 2006 Versuchsfeld zur Erforschung von Wind und Schneeverfrachtung und zur Beantwortung verschiedener Fragestellungen der alpinen Umwelt- und Naturgefahrenforschung
  - Stillberg: Östlich des Jakobshorns, Aufforstungsversuchsfläche zur Untersuchung der Wechselwirkungen zwischen Schnee, Lawinen und Bäumen an der alpinen Waldgrenze
  - Dorfberg: Östlich der Station Höhenweg im Skigebiet Parsenn. Hier werden unter anderem mit einem Radar Nassschneeuntersuchungen gemacht
- Aussenstelle Sion:
  - Seit 1995 unterhält das SLF eine Aussenstelle in Sion, damit die Anliegen des Kantons Wallis besser bearbeitet werden können.
  - Vallée de la Sionne: Nördlich von Sion, seit 1997/1998 Testgelände für Lawinendynamik
- Das SLF betreibt rund 180 automatische Schnee- und Windstationen im Hochgebirge, das Interkantonale Mess- und Informationssystem (IMIS).